# Quinto Antônio Merenda
Quinto Antônio Merenda (em latim: Quintus Antonius Merenda) foi um político da gente Antônia nos primeiros anos da República Romana eleito tribuno consular em 422 a.C.. Era membro do ramo plebeu da gente Antônia, os "Merendas" (Merendae). Ele é filho do decênviro Tito Antônio Merenda (Segundo Decenvirato).

## Tribunato (422 a.C.)
Lúcio Mânlio foi eleito tribuno consular em 422 a.C. com Lúcio Mânlio Capitolino e Lúcio Papírio Mugilano. Durante seu mandato, o tribuno da plebe Lúcio Hortênsio processou novamente Caio Semprônio Atratino pela sua condução da campanha contra os volscos no ano anterior, mas desistiu por causa da forte oposição de quatro de seus colegas.